# François Thabuis
François Thabuis, né le 1er août 1981, est un agriculteur et syndicaliste de Haute-Savoie, président des Jeunes agriculteurs depuis le 6 juin 2012.

## Biographie
Fils d'un éducateur et d'une enseignante, François Thabuis est titulaire de deux BTS « productions animales » et « analyse et conduite des systèmes d’exploitation ». Installé hors cadre familial, il est aujourd’hui organisé en GAEC à Serraval  en Haute-Savoie avec deux autres associés, également non issus du milieu agricole, sur une exploitation de 45 hectares en vallée et 135 hectares en alpage. Avec soixante vaches laitières de race abondance, ils produisent du reblochon fermier. Leur exploitation s’est dotée en 2011 d’un atelier caprin et d’un gîte en alpage.

### Engagement syndical
François Thabuis s'engage à partir de 2004 au sein des Jeunes agriculteurs comme président de canton dans la vallée de Thônes, puis vice président des JA de Haute-Savoie en 2006. Il est ensuite administrateur de JA Rhône-Alpes de 2008 à 2010. Il est, à ce titre, l’un des trois auteurs du rapport d'orientation de février 2010 intitulé « Filières et territoires : ajoutons de la valeur à notre métier ! ».
Élu au bureau national en 2010, en tant que secrétaire général adjoint, chargé des dossiers de la montagne, de la PAC, des territoires et du réseau JA, il est élu le 6 juin 2012, président national lors du 46e congrès national à Pontarlier.
François Thabuis est également conseiller municipal de la commune du Bouchet-Mont-Charvin en Haute-Savoie.